# Timana stellata
Timana stellata är en fjärilsart som beskrevs av Butler 1878. Timana stellata ingår i släktet Timana och familjen mätare. Inga underarter finns listade i Catalogue of Life.